# Ванг (Баварія)
Ванг (нім. Wang) — громада в Німеччині, розташована в землі Баварія. Підпорядковується адміністративному округу Верхня Баварія. Входить до складу району Фрайзінг. Складова частина об'єднання громад Мауерн.
Площа — 31,19 км2. Населення становить 2570 ос. (станом на 31 грудня 2020).